# Ashchurch
Ashchurch is een plaats en civil parish in het Engelse graafschap Gloucestershire.

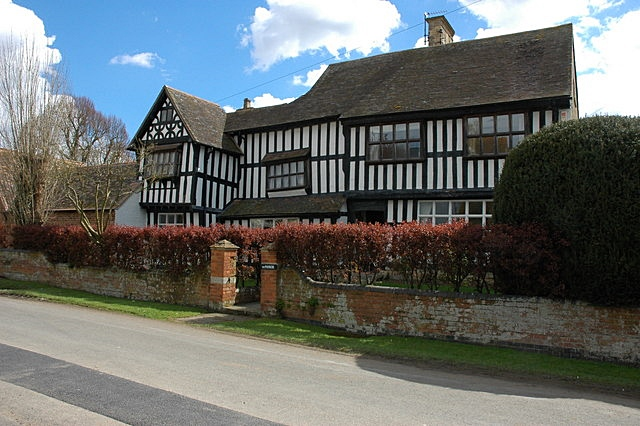